# Kobilji curek
Kobilji curek je 30 m visok slap na istoimenskem potoku, v bližini naselja Rob v Občini Velike Lašče. Je najvišji slap na Dolenjskem. Ima pestro geološko sestavo. 
Slap naj bi po izročilu poimenoval gozdni furman, ki naj bi med počitkom opazoval svojo kobilo pri uriniranju.

## Geološka sestava
Sestavljen je iz dveh stopenj, ki ju loči komaj opazen plato. Vidna sta dva horizontalna preloma. Voda ob velikih nalivih prinaša različne kameninske materiale in jih odlaga spodaj v ravninskem mirnem delu vodotoka. Odlaganine imajo pestro sestavo. Struga slapa se zajeda v kamninsko stopnjo in jo tako počasi niža.

## Okolica
Zaradi nemotenega naravnega razvoja in tudi za kulturni pomen je ozemlje okoli Kobiljega curka v velikosti 3 ha razglašeno za gozdni rezervat. V bližini poteka Pešpot ob rimskih obrambnih zidovih ali Claustra.